# Шчучин
Шчу̀чин (на полски: Szczucin) е град в Южна Полша, Малополско войводство, Домбровски окръг. Административен център е на градско-селската Шчучинска община. Заема площ от 6,85 км2.

## Население
Според данни от полската Централна статистическа служба, към 1 януари 2014 г. населението на града възлиза на 4 173 души. Гъстотата е 609 души/км2.

## История
Строежът на църквата „Света Мария Магдалена“ от тухли и пинчовски камъни започва около 1660 г. по инициатива на Адам Миклашевски – кустос на Пилица (1633 г.) и свещеник на Шчучин (1643 г.). След смъртта му през 1660 г. строежът на църквата е извършен от неговия племенник, енорийския свещеник Северин Миклашевски – каноник Тарновски, кустос Пилицки, свещеник Шчучински (1666 г.). За построяването ѝ той създава фондация със собствения си капитал в размер на 6600 полски флорина и я инвестира в имението Ласковка с годишна лихва от 426 флорина. Окончателно църквата е завършена „със собствени средства“ от енорийския свещеник Александър Надолски през около 1730 г., а на 26 септември 1734 г. църквата е осветена от помощния епископ Краковски – Михал Куницки.

## Галерия
- Сграда на железопътната гара
- Сградата на градската и общинската администрация
- Енорийска църква „Света Мария Магдалена“, 1730 г.
- Енорийска църква „Света Мария Магдалена“ от 1730 г.
- Шчучин с църква „Света Мария Магдалена“ и площада около нея през 1930 г.
- Шчучин с църква „Света Мария Магдалена“ и площада около нея през 2015 г.
- Паметник на войниците